# Karel Groš
Karel Groš (ur. 21 lutego 1865 w Pradze, zm. 12 października 1938 tamże) – czeski prawnik i polityk młodoczeski, burmistrz Pragi w latach 1906−1918.

## Życiorys
W 1889 ukończył studia prawnicze i uzyskał doktorat. Od lat studenckich działał w wielu stowarzyszeniach, zaangażował się również w działalność partii Młodoczechów. W 1896 otworzył własną kancelarię adwokacką w Nowym Mieście.  
Od 1899 zasiadał w radzie miejskiej Pragi, a od 1903 był zastępcą burmistrza miasta. W 1906 został wybrany na burmistrza Pragi, w 1909 i 1912 uzyskiwał reelekcję, a z powodu wybuchu I wojny światowej jego kadencję przedłużono do 1918. Podczas jego kadencji urząd miejski w Pradze stał się głównym przedstawicielstwem interesów Czech za granicą, dzięki działaniom Groša Praga nawiązała współpracę z Londynem. 
Po utworzeniu Czechosłowacji, 1 listopada 1918 roku został usunięty ze stanowiska i powrócił do prywatnej praktyki prawniczej. 